# Полачи (Терни)
Полачи је насеље у Италији у округу Терни, региону Умбрија.
Према процени из 2011. у насељу је живело 30 становника. Насеље се налази на надморској висини од 244 м.